# Lijst van voetbalinterlands Liberia - Togo
Deze lijst van voetbalinterlands is een overzicht van alle officiële voetbalwedstrijden tussen de nationale teams van Liberia en Togo. De landen speelden tot op heden zestien keer tegen elkaar. De eerste ontmoeting was een kwalificatiewedstrijd voor de Afrika Cup 1976 op 10 augustus 1975 in Lomé. Het laatste duel, een kwalificatiewedstrijd voor de Afrika Cup 2025, werd gespeeld in Monrovia op 13 november 2024.

## Wedstrijden
| №  | Plaats   | Datum             | Competitie                   | Wedstrijd      | Uitslag |
| -- | -------- | ----------------- | ---------------------------- | -------------- | ------- |
| 1  | Lomé     | 10 augustus 1975  | Afrika Cup 1976 kwalificatie | Togo − Liberia | 1 − 0   |
| 2  | Monrovia | 24 augustus 1975  | Afrika Cup 1976 kwalificatie | Liberia − Togo | 0 − 2   |
| 3  | Cotonou  | 13 februari 1982  | Vriendschappelijk            | Togo − Liberia | 1 − 0   |
| 4  | Abidjan  | 30 september 1983 | Vriendschappelijk            | Togo − Liberia | 4 − 0   |
| 5  | Accra    | 27 februari 1986  | Vriendschappelijk            | Togo − Liberia | 1 − 0   |
| 6  | Monrovia | 4 september 1994  | Afrika Cup 1996 kwalificatie | Liberia − Togo | 1 − 0   |
| 7  | Monrovia | 6 september 1994  | Vriendschappelijk            | Liberia − Togo | 1 − 1   |
| 8  | Lomé     | 9 april 1995      | Afrika Cup 1996 kwalificatie | Togo − Liberia | 0 − 0   |
| 9  | Accra    | 26 januari 1997   | Afrika Cup 1998 kwalificatie | Liberia − Togo | 1 − 2   |
| 10 | Lomé     | 13 juli 1997      | Afrika Cup 1998 kwalificatie | Togo − Liberia | 4 − 0   |
| 11 | Monrovia | 4 juli 2004       | WK 2006 kwalificatie         | Liberia − Togo | 0 − 0   |
| 12 | Lomé     | 4 september 2005  | WK 2006 kwalificatie         | Togo − Liberia | 3 − 0   |
| 13 | Lomé     | 14 juni 2015      | Afrika Cup 2017 kwalificatie | Togo − Liberia | 2 − 1   |
| 14 | Monrovia | 5 juni 2016       | Afrika Cup 2017 kwalificatie | Liberia − Togo | 2 − 2   |
| 15 | Lomé     | 6 september 2024  | Afrika Cup 2025 kwalificatie | Togo − Liberia | 1 − 1   |
| 16 | Monrovia | 13 november 2024  | Afrika Cup 2025 kwalificatie | Liberia − Togo | 1 − 0   |

## Samenvatting
| Competitie              | Totaal gespeeld | Winst Liberia | Gelijk | Winst Togo | Doelsaldo Liberia – Togo |
| ----------------------- | --------------- | ------------- | ------ | ---------- | ------------------------ |
| WK-kwalificatie         | 2               | 0             | 1      | 1          | 0 − 3                    |
| Afrika Cup-kwalificatie | 10              | 2             | 3      | 5          | 7 − 14                   |
| Vriendschappelijk       | 4               | 0             | 1      | 3          | 1 − 7                    |
| Totaal                  | 16              | 2             | 5      | 9          | 8 − 24                   |

## Details

### Veertiende ontmoeting
| Afrika Cup 2017 kwalificatie (Monrovia, Liberia, 5 juni 2016): |       |                                |
| Liberia                                                        | 2 – 2 | Togo                           |
| Gizzie Dorbor 4' William Jebor 55'                             | goals | 68' Floyd Ayité 83' Kodjo Laba |

LFA · Liberiaans vrouwenelftal
Interlands
Tegenstander:
Algerije ·
Angola ·
Benin ·
Botswana ·
Burkina Faso ·
Burundi ·
Centraal-Afrikaanse Republiek ·
Colombia ·
Congo-Brazzaville ·
Congo-Kinshasa ·
Djibouti ·
Egypte ·
Equatoriaal-Guinea ·
Ethiopië ·
Gabon ·
Gambia ·
Ghana ·
Guinee ·
Guinee-Bissau ·
Indonesië ·
Irak ·
Ivoorkust ·
Kaapverdië ·
Kameroen ·
Kenia ·
Lesotho ·
Libië ·
Madagaskar ·
Malawi ·
Maleisië ·
Mali ·
Marokko ·
Mauritanië ·
Mauritius ·
Mexico ·
Namibië ·
Niger ·
Nigeria ·
Oeganda ·
Oman ·
Papoea-Nieuw-Guinea ·
Rwanda ·
Sao Tomé en Principe ·
Senegal ·
Sierra Leone ·
Soedan ·
Tanzania ·
Thailand ·
Togo ·
Tsjaad ·
Tunesië ·
Zambia ·
Zimbabwe ·
Zuid-Afrika
FTF · Selecties · Togolees vrouwenelftal
1950 – 1959 · 
1960 – 1969 · 
1970 – 1979 · 
1980 – 1989 · 
1990 – 1999 · 
2000 – 2009 · 
2010 – 2019 ·
2020 − 2029
WK 2006
Algerije ·
Angola ·
Bahrein ·
Benin ·
Botswana ·
Bukina Faso ·
Centraal-Afrikaanse Republiek ·
Chili ·
Comoren ·
Congo-Bazzaville ·
Congo-Kinshasa ·
Denemarken ·
Djibouti ·
Egypte ·
Equatoriaal-Guinea ·
Ethiopië ·
Frankrijk ·
Gabon ·
Gambia ·
Ghana ·
Guinee ·
Guinee-Bissau ·
Iran ·
Ivoorkust ·
Japan ·
Kaapverdië ·
Kameroen ·
Kenia ·
Lesotho ·
Liberia ·
Libië ·
Liechtenstein ·
Luxemburg ·
Madagaskar ·
Malawi ·
Mali ·
Marokko ·
Mauritanië ·
Mauritius ·
Mozambique ·
Namibië ·
Niger ·
Nigeria ·
Oeganda ·
Oman ·
Paraguay ·
Rwanda ·
Sao Tomé en Principe ·
Saoedi-Arabië ·
Senegal ·
Sierra Leone ·
Soedan ·
Swaziland ·
Tsjaad ·
Tunesië ·
Verenigde Arabische Emiraten ·
Zambia ·
Zimbabwe ·
Zuid-Korea ·
Zuid-Soedan ·
Zwitserland
Frankrijk (2006) · 
Zuid-Korea (2006) · 
Zwitserland (2006)